# Nyakivumu
Nyakivumu är ett periodiskt vattendrag i Burundi.   Det ligger i provinsen Bururi, i den centrala delen av landet, 70 km sydost om huvudstaden Bujumbura.
Omgivningarna runt Nyakivumu är en mosaik av jordbruksmark och naturlig växtlighet. Runt Nyakivumu är det ganska tätbefolkat, med 192 invånare per kvadratkilometer.